# BH & BC Breda
Bredasche Hockey en Bandy Club is een Nederlandse hockeyclub gevestigd bij de wijk Ruitersbos in het zuiden van Breda. De vereniging is opgericht op 8 november 1906.